# Équipe cycliste Rime Drali
L'équipe cycliste Rime Drali est une équipe cycliste italienne, ayant le statut d'équipe continentale.

## Histoire de l'équipe
Le club Cipollini Iseo Serrature Rime ASD est créé en 2016 à Brescia. En 2018, il est renommé Iseo Serrature-Rime-Carnovali.
L'équipe est titulaire d'une licence d'équipe continentale UCI depuis 2019. Elle est composée exclusivement de coureurs de moins de 23 an qui participent à des courses sur les circuits continentaux UCI et le calendrier national italien. Elle change de nom chaque saison entre 2021 et 2023.
Pour la saison 2023, l'équipe voit l'arrivée du sponsor SIAS, une société de marquage routier. Elle est renommée SIAS Rime.

## Principales victoires
- Grand Prix Industrie del Marmo : 2023 (Christian Bagatin)
- Trophée de la ville de Castelfidardo : 2023 (Matteo Pongiluppi)
- Grand Prix de Poggiana : 2023 (Nicolò Pettiti)

## Classements UCI
L'équipe participe aux épreuves des circuits continentaux et en particulier de l'UCI Europe Tour. Les tableaux ci-dessous présentent les classements de l'équipe sur les différents circuits, ainsi que son meilleur coureur au classement individuel.
UCI Europe Tour
| UCI Europe Tour | UCI Europe Tour        | UCI Europe Tour                           | UCI Europe Tour |
| Année           | Classement par équipes | Meilleur coureur au classement individuel |                 |
| --------------- | ---------------------- | ----------------------------------------- | --------------- |
| 2021            | 79e                    | Samuele Zambelli (530e)                   |                 |
| 2022            | 97e                    | Yaroslav Parashchak (1146e)               |                 |
| 2023            | 73e                    | -                                         |                 |
|                 |                        |                                           |                 |
| Source : UCI    |                        |                                           |                 |

L'équipe est également classée au Classement mondial UCI qui prend en compte toutes les épreuves UCI et concerne toutes les équipes UCI.
| Classement mondial | Classement mondial     | Classement mondial                        | Classement mondial |
| Année              | Classement par équipes | Meilleur coureur au classement individuel |                    |
| ------------------ | ---------------------- | ----------------------------------------- | ------------------ |
| 2019               | 168e                   | Samuele Zambelli (1061e)                  |                    |
| 2020               | -                      | -                                         |                    |
| 2021               | 124e                   | Samuele Zambelli (669e)                   |                    |
| 2022               | 178e                   | Yaroslav Parashchak (1749e)               |                    |
| 2023               | 132e                   | Nicolò Pettiti (1185e)                    |                    |
| 2024               | 189e                   | Andrea Debiasi (1412e)                    |                    |
|                    |                        |                                           |                    |
| Source : UCI       |                        |                                           |                    |

## Rime Drali en 2024
Effectif
| Effectif 2024            | Effectif 2024     | Effectif 2024    | Effectif 2024                  |
| Cycliste                 | Date de naissance | Pays             | Équipe précédente              |
| ------------------------ | ----------------- | ---------------- | ------------------------------ |
| Edoardo Mauro Alleva     | 23 février 2003   | Italie           |                                |
| Alessandro Cattani       | 8 mars 2005       | Italie           |                                |
| Gabriele De Fabritis     | 19 janvier 2005   | Italie           |                                |
| Andrea Debiasi           | 16 octobre 2001   | Italie           | Cycling Team Friuli ASD (2023) |
| Matteo Frosio            | 7 mars 2004       | Italie           | Biesse-Carrera (2023)          |
| Fabio Giancristofaro     | 11 mars 2004      | Italie           |                                |
| Simone Lucca             | 20 septembre 2000 | Italie           |                                |
| Sebastiano Minoia        | 13 mai 2003       | Italie           | EOLO-Kometa U23 (2023)         |
| Joseph O'Brien           | 25 juillet 2005   | Royaume-Uni      | Holdsworth Zappi RT (2023)     |
| Edward Pawson            | 23 octobre 2004   | Nouvelle-Zélande | Philippe Wagner Cycling (2023) |
| Dominik Ratajczak        | 20 avril 2004     | Pologne          | Lubelskie Perła Polski (2023)  |
| Luca Rinaldi             | 20 juillet 2004   | Italie           |                                |
| Zachary Walker           | 6 février 2004    | Suisse           | Tudor Pro Cycling U23 (2023)   |
|                          |                   |                  |                                |
| Source : ProCyclingStats |                   |                  |                                |

Victoires
| Victoires | Victoires | Victoires | Victoires | Victoires | Victoires |
| Date      | Course    | Pays      | Classe    | Vainqueur |           |
| --------- | --------- | --------- | --------- | --------- | --------- |